# エドワード・サピア
エドワード・サピア（Edward Sapir [səˈpɪər], 1884年1月26日 - 1939年2月4日）は、アメリカの人類学者、言語学者。アメリカの構造言語学を主導し、「サピア＝ウォーフの仮説」と呼ばれるようになった学説を提唱したことで知られる。

## 生涯
1884年1月26日、ドイツ帝国のラウエンブルク（現在のポーランド領レンボルク）で生まれる。
1904年にコロンビア大学をドイツ語の学位を得て卒業するが、彼の言語学的関心はそれにとどまらなかったことが後に明らかになる。卒業後2年間、ウィシュラム語とタケルマ語について実地調査を行ない、この間コロンビア大学では人類学者フランツ・ボアズに師事。ボアズの存在が、サピアをネイティブアメリカンの言語研究に向かわせる決め手になったとも考えられている。
その後、シカゴ大学で教鞭をとり、移籍したイェール大学では人類学科長を務めた。彼は言語学と人類学とを結びつける研究の先駆けであり、教え子には李方桂やベンジャミン・ウォーフがいた。
1921年、「使用する言語によって人間の思考が枠付されている」とする新しい言語観を発表する。これを1940年代にベンジャミン・リー・ウォーフが取り入れ、発展して後にサピア・ウォーフの仮説と呼ばれるようになった。
1939年2月4日、心不全により死去。享年54。

## 研究内容・業績
サピアが主に研究したネイティブアメリカンの言語はアサバスカ諸語であった。他にウィシュラム族、チヌーク族、ナバホ族、ヌートカ族、パイユート族、タケルマ族、ヤナ族の言語と文化についても研究を行なった。言語学全般に関する著作も数多く、『言語 ― ことばの研究序説』では、中国語からヌートカ語までを例に解説した言語類型論や言語の変遷、言語・人種・文化間の関連の恣意性などについての思索まで、幅広く論じている。音象徴の実験的研究の先駆けでもある。

## 日本語訳
- 『言語 ことばの研究序説』木坂千秋訳 刀江書院 1943
- 『言語 ことばの研究』泉井久之助訳 紀伊国屋書店 1957
- 『言語・文化・パーソナリティ サピア言語文化論集』平林幹郎訳 北星堂書店 1983
- 『文化人類学と言語学』共著 池上嘉彦訳 弘文堂 1995
- 『言語 ことばの研究序説』安藤貞雄訳 岩波文庫 1998